# Spagna cartaginese
Per Spagna cartaginese s'intende quel periodo di storia della penisola iberica (corrispondente attualmente a gran parte del territorio della Spagna e una porzione del Portogallo meridionale) in cui la stessa passò sotto il dominio cartaginese. Tale lasso di tempo è compreso tra il 237 a.C., anno dell'arrivo in terra iberica di Amilcare Barca, e il 206 a.C., anno in cui Roma si impadronì degli antichi possedimenti fenici.

## Assetto politico
Al vertice dell'organizzazione politica dei nuovi possedimenti era il comandante supremo dell'esercito cartaginese, che pertanto riuniva in sé i massimi poteri militari e civili. L'elezione del generale avveniva per acclamazione da parte dell'esercito.  Esisteva poi un organo consultivo, un'assemblea dei più importanti nobili iberici, istituita da Asdrubale Maior. La creazione di tale organismo consentì al condottiero di radunare ostaggi destinati a garantire la fedeltà degli Iberi e di fissare gli obblighi fiscali e militari dei vinti. I nobili erano talvolta legati direttamente al generale supremo tramite matrimoni. Nelle città circolavano spesso agenti punici, che controllavano le mosse dei capi iberici più indomiti: se necessario, le guardie cartaginesi intervenivano prontamente, eliminando gli elementi più pericolosi. I sudditi, infine, erano tenuti a versare tasse e a fornire mercenari. Dalla capitale Qart-Hadašt, partivano, solamente in caso di necessità, reclutatori, esattori e funzionari che amministravano la giustizia.
Il primo, autentico governante dei domini iberici fu Asdrubale (228 a.C.-221 a.C.): egli infatti creò le prime istituzioni statali e le leggi.
Gli successe Annibale Barca (221 a.C.-219 a.C.), il quale, dopo la sua partenza per l'Italia, trasmise la propria carica al fratello Asdrubale, raffigurato, su alcune monete, in atteggiamenti regi.
La realtà politica dei nuovi possedimenti spagnoli era ben distinta da quella della metropoli africana di Cartagine: la Spagna costituiva un'entità quasi autonoma dalla madrepatria, dotata di propri organi politici e proprie leggi.

### Politiche interne ed esterne
Furono incoraggiati, secondo l'uso ellenistico, i matrimoni misti tra dominatori e vinti: si voleva così creare una base ad un'unione sempre più stretta tra Punici e Iberi. Il comandante supremo intendeva poi presentarsi al popolo iberico come una figura dagli attributi monarchici e divini: frequente era infatti l'assimilazione con Eracle-Melqart. La fondazione di città, attività che diede origine a numerosi nuovi centri ed ebbe il suo culmine nella fondazione di Qart-Hadašt (in lingua punica  QRT HDŠT, "Città Nuova"), era sommo atto regio e divino al contempo: in particolare, la nascita di una città che avesse lo stesso nome della capitale africana, di una più moderna "città nuova", stava a indicare una ideale preminenza del fondatore della prima (Asdrubale) rispetto alla leggendaria fondatrice della seconda (Elissa). Tale fatto rimarcava un'ostentata volontà autonomista rispetto alla città tiria, al di là delle leggi stesse.
Al fine di raggiungere l'autosufficienza dalla madrepatria, i generali punici fecero un uso diretto e brutale di miniere e risorse agricole, allo scopo di autofinanziarsi. Parte di tali risorse naturalmente era destinata a Cartagine, per pagare i debiti di guerra con Roma.
In politica estera, si raggiunse nel 226 a.C. con i Romani un accordo per la spartizione della penisola in due aree di influenza: a sud del fiume Ebro le zone di giurisdizione cartaginese, a nord quelle di competenza romana.

## Storia

### Campagne di conquista (237 - 219 a.C.)

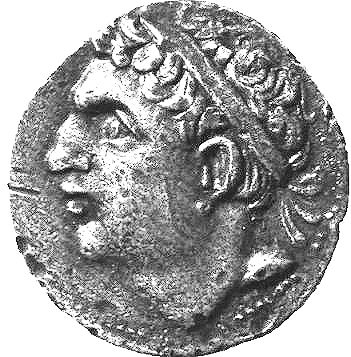
Asdrubale Barca come re d'Iberia

Negli anni successivi alla sconfitta di Cartagine nella Prima guerra punica, Amilcare, dopo aver domato la rivolta dei mercenari, volse le proprie attenzioni espansionistiche all'Iberia. Nei territori iberici, che Tito Livio indica come antichi possedimenti perduti dai Cartaginesi, egli vedeva le risorse necessarie alla metropoli africana per saldare i debiti di guerra e per preparare la spedizione punitiva contro Roma, grazie alle ricche miniere, alle vaste risorse agricole e al notevole valore militare dei popoli che vi abitavano.
Così, nel 237 a.C., Amilcare giunse, assieme al genero Asdrubale Maior e al figlio, di soli nove anni, Annibale, a Gadir, antichissima colonia fenicia, alleata di Cartagine. Con l'appoggio dei Bastulo-Fenici (un popolo stabilito nell'odierna Malaga) e dell'alleata Gadir, egli, usando la forza e la diplomazia, iniziò ad ampliare significativamente il dominio punico. Dapprima sconfisse i Turdetani, popolazione dei contrafforti montuosi a nord di Siviglia, poi i temibili Celtiberi delle regioni centrali e, da ultimo, le tribù confinanti. Prese possesso delle miniere di oro e di argento della Sierra Morena. Fino al 231 a.C., il Cartaginese si spinse verso nord e verso est, lungo la costa di levante, fino a Capo Bianco, dove fu vinta una battaglia navale e fu fondata Alicante. Nello stesso anno, per guadagnarsi un prezioso alleato che potesse controllare da vicino Amilcare, i Romani strinsero un legame di amicizia con Sagunto, città sulla costa di levante. Nel 228 a.C., Amilcare dovette fare i conti col rifiuto, da parte del castro iberico di Elche, di pagare un tributo. Egli tentò dunque, con forze esigue, di prendere la città con un assedio, ma un forte contingente della tribù degli Oretani soccorse il castro assalito. Amilcare si trovò a coprire la ritirata del proprio esercito ma, mentre guadava un fiume, fu attaccato dai nemici, e annegò sotto gli occhi del diciassettenne Annibale e del più giovane Asdrubale. L'esercito elesse, come nuovo comandante, il genero Asdrubale, il quale pose Annibale a capo di tutte le forze di cavalleria. Asdrubale si preoccupò soprattutto, durante il suo mandato, di consolidare le conquiste di Amilcare. Così fondò, su un istmo della costa occidentale della Spagna, Qart-Hadasht, la nuova capitale dei domini iberici. Creò inoltre il consiglio dei notabili iberici e diede vigore alla pratica dei matrimoni misti tra Fenicio-Punici e autoctoni. Egli stesso prese in moglie una principessa iberica. Annibale ne seguì l'esempio, legandosi alla principessa di Castulo Imilce. Asdrubale potenziò poi l'agricoltura e migliorò lo sfruttamento delle miniere. Benché, sotto il suo governo, le tribù godessero di una certa libertà, in quanto reclutatori, esattori e amministratori della giustizia si muovevano dalla capitale solo in caso di necessità, non era raro che egli, costantemente tenuto al corrente da informatori punici, organizzasse spedizioni punitive contro capi riottosi. Ad ogni modo, il comandante punico era più un diplomatico che un militare, così, in politica estera, mantenne un atteggiamento morbido con la rivale Roma.
Nel 226 a.C. si giunse infatti a un accordo tra le parti in merito alla spartizione della penisola, il trattato dell'Ebro. Impegnati con i Galli, i Romani infatti preferirono accordarsi con Asdrubale, spinti anche dall'alleata Massilia che vedeva avvicinarsi il pericolo, stipularono un trattato che poneva l'Ebro come limite all'espansione di Cartagine. Si riconosceva così, in modo implicito, anche il nuovo territorio soggetto al controllo cartaginese. D'altra parte un esercito di circa 50.000 fanti, 6.000 cavalieri per lo più numidi e oltre 200 elefanti da guerra costituiva una notevole potenza militare ma soprattutto un problema economico per il suo mantenimento che dava sicuramente da pensare ai possibili bersagli.
Solo cinque anni più tardi, però questa politica distensiva fu interrotta dalla morte del suo propugnatore, Asdrubale, il quale venne ucciso nel 221 a.C., da un mercenario gallo, forse per vendicare la morte del suo padrone. All'esercito toccò nuovamente la scelta del comandante in capo, che stavolta cadde sul ventiseienne Annibale,, il figlio maggiore di Amilcare. Cartagine, una volta radunato il popolo, decise di ratificare la designazione dell'esercito
Annibale proseguì la politica espansionistica del padre: nei due anni successivi compì campagne minori contro genti dell'interno. Il vero obiettivo era però Sagunto, sorta di enclave di Roma in terra iberica. A seguito di una controversia tra Saguntini e Torboleti, alleati dei Punici, Annibale aprì le ostilità. L'assedio durò ben otto mesi, a causa della tenacia degli assediati e delle rivolte di alcune tribù. Infine la città capitolò e i Cartaginesi la saccheggiarono, massacrandone la popolazione maschile adulta. Annibale, con la presa di Sagunto e col successivo attraversamento, in armi, del fiume Ebro, infranse i trattati del 241 a.C. e del 226 a.C., creando i presupposti per lo scoppio della Seconda guerra punica.

## Territorio

Alleati di Cartagine e alleati di Roma nelle prime fasi della Seconda guerra punica

### Popolazioni
Sudditi
Propriamente sudditi dei Cartaginesi furono i popoli iberici e i Celtiberi. Avevano obblighi militari e fiscali nei confronti dei vincitori. Malgrado ciò, era loro garantita una certa libertà, specialmente sotto il prudente governo di Asdrubale "il Vecchio".
Alleati
I Punici potevano contare sull'alleanza delle antiche colonie fenicie, tra cui spiccava Gadir, centro di prima importanza anche dal punto di vista religioso, in quanto ospitava un venerato santuario consacrato al dio semita Melqart. Alleati di Cartagine erano anche i Bastulo-Fenici. A nord del fiume Ebro i Punici godevano dell'appoggio degli Ilergeti, popolazione che tenacemente si batterà contro i Romani.

### Principali centri abitati
I principali centri abitati punici erano:
- La capitale Qart-Hadašt (Cartagena), venne fondata dal generale cartaginese Asdrubale nell'anno 227 a.C., allo sbocco della via verso il vicino distretto minerario, secondo i tradizionali criteri punici. Qart-Hadašt significa, in lingua punica, "Città nuova". Fu edificata su un istmo che separava il mare da una laguna, sulla costa di levante dell'Iberia. Essa si trovava nella zona precedentemente occupata dalla città di Mastia. Fu la principale città dei Cartaginesi in Spagna e da qui partì Annibale per iniziare la seconda guerra punica. Questa importante fortezza racchiudeva la maggior parte delle risorse monetarie cartaginesi (vista la sua vicinanza ad alcune miniere di argento[20]), oltre a materiale bellico in abbondanza e numerosi ostaggi di molte delle popolazioni della Spagna. Il suo porto era, inoltre, uno dei migliori del Mediterraneo occidentale.[21] Venne espugnata dalle truppe romane comandate da Publio Cornelio Scipione (209 a.C.). Con la conquista romana cambiò nome in Carthago Nova e divenne una delle città più importanti della successiva provincia romana di Hispania Citerior.

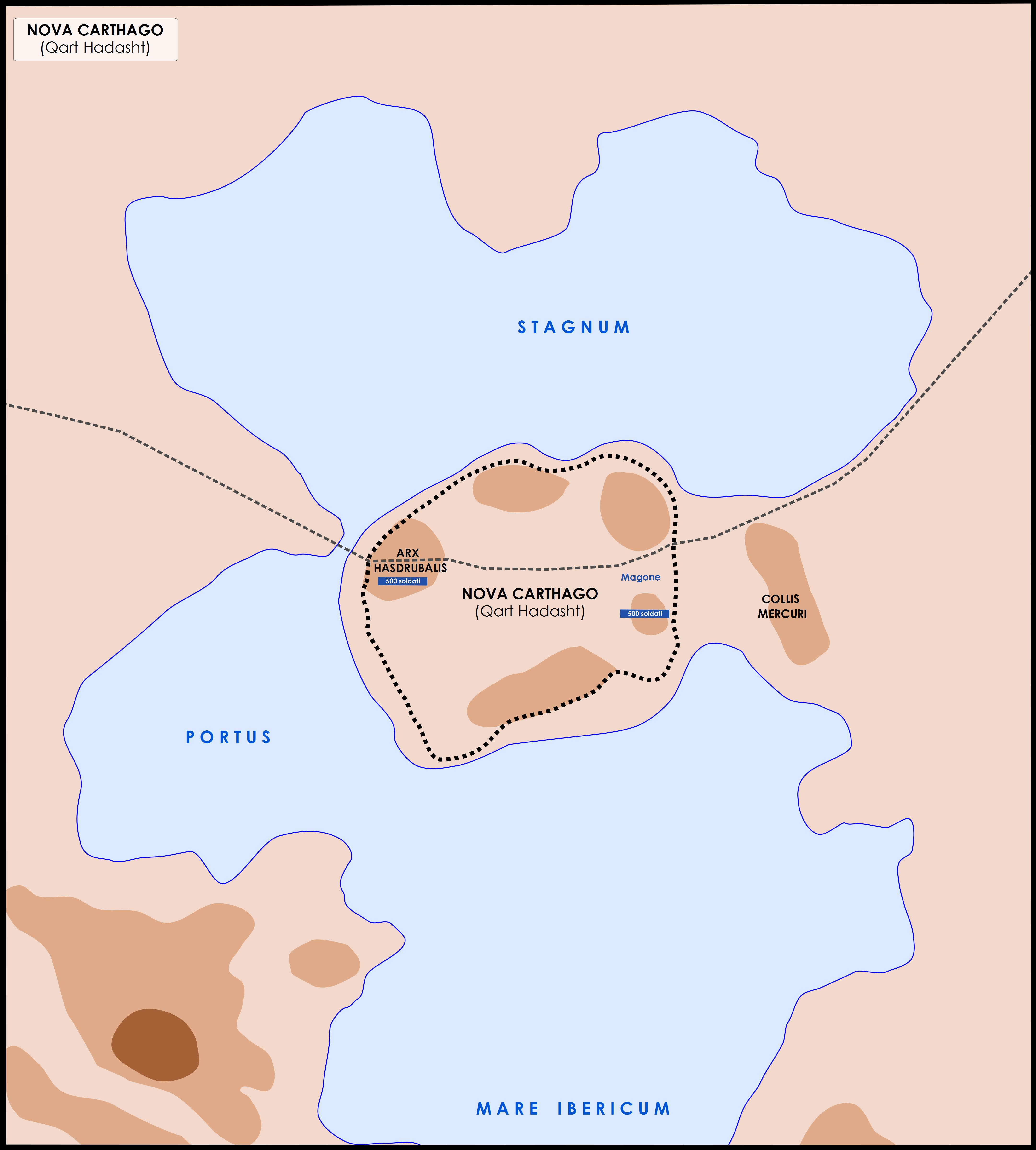
La città punica di Qart-Hadašt, ribattezzata dai Romani Nova Carthago dopo la sua conquista (209 a.C.)
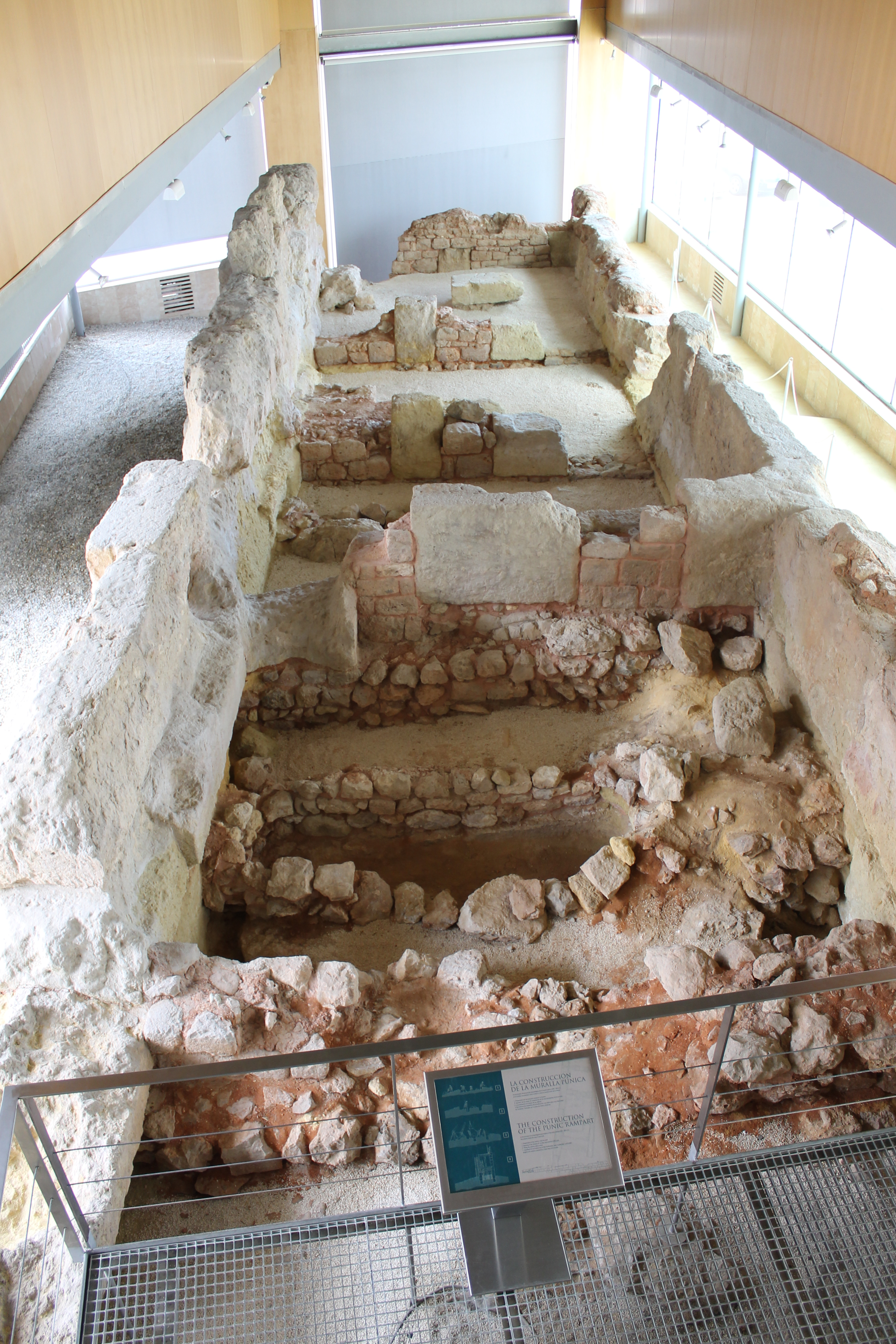
Mura dell'antica Qart-Hadašt.

- La colonia punica di Gádir (Cadice), in fenicio 𐤂𐤃𐤓𐤀 (Gdr, fortezza, con la stessa etimologia di Agadir in Marocco), fu probabilmente la più antica città fondata nell'occidente dell'area mediterranea dai Fenici nell'XI secolo a.C., anche se oggi si fa risalire ufficialmente la sua nascita all'VIII secolo a.C. (770 a.C. circa). Sorse su quello che in passato era un piccolo arcipelago e ora una sola isola, per sfruttare le ricche vie di commercio del rame e dello stagno. Nell'antica Grecia era conosciuta come Gadeira e ai tempi della Repubblica romana come Gades, da cui deriva il gentilizio attuale di gaditano. Era sede di un importante santuario dedicato a Melqart. Ai tempi delle guerre puniche fu alleata di Cartagine ma dovette riconoscere la supremazia romana nel 205 a.C. riuscendo a continuare nella sua intensa attività commerciale, rafforzando le comunicazioni con il resto del paese.

Mappa dell'antica colonia fenicia di Gádir
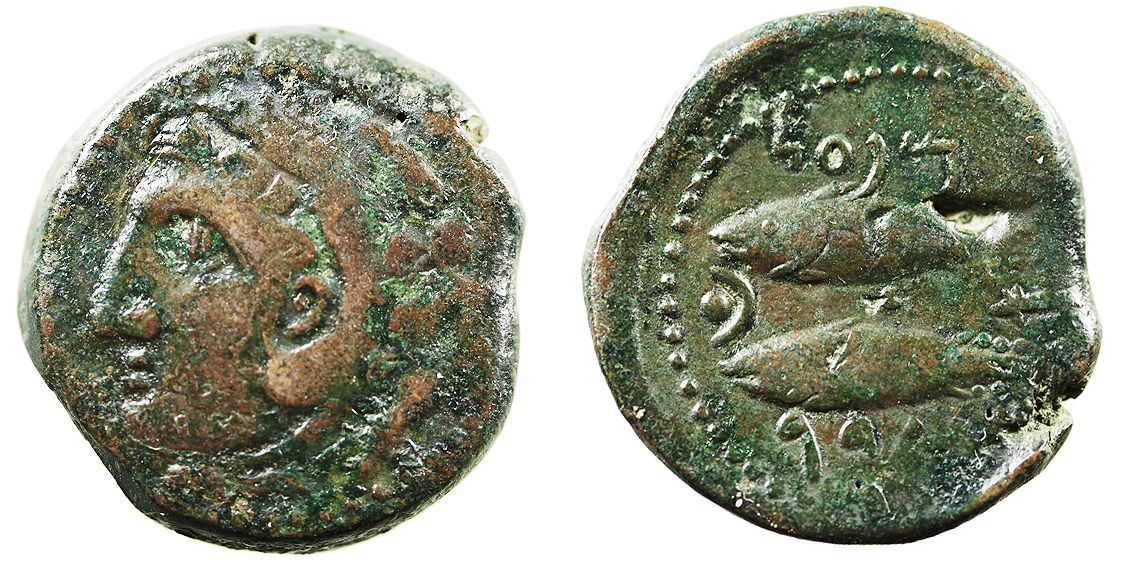
Moneta coniata a Gádir che mostra Melqart e due tonni

- Malaka (Malaga), deve le sue origini al fatto di essere stata una delle colonie fondate dai Fenici di Tiro intorno al VII secolo a.C. lungo il Mediterraneo occidentale, probabilmente per le buone condizioni di approdo ai piedi del monte Gibralfaro. Il toponimo derivava probabilmente dalla parola fenicia per “sale”, perché l'industria della salatura ai fini di conservazione delle vivande era l'attività all'epoca più importante. La città divenne poi probabilmente la colonia greca di Mainake, di cui non rimangono altre tracce se non in documenti, passando poi sotto il dominio di Cartagine.
- Alicante, fondata da Amilcare Barca verso il 231 a.C.
- Ebusos (Ibiza)...
- Abdera fu fondata come emporio dei cartaginesi. Le monete più antiche della città recano l'iscrizione fenicia abdrt con la testa di Eracle (Melkart) e un tonno.
- Toscanos era un'antica colonia fenicia posta su un'isola alla foce del fiume Vélez nella provincia andalusa di Malaga nella metà del secolo VIII a.C..

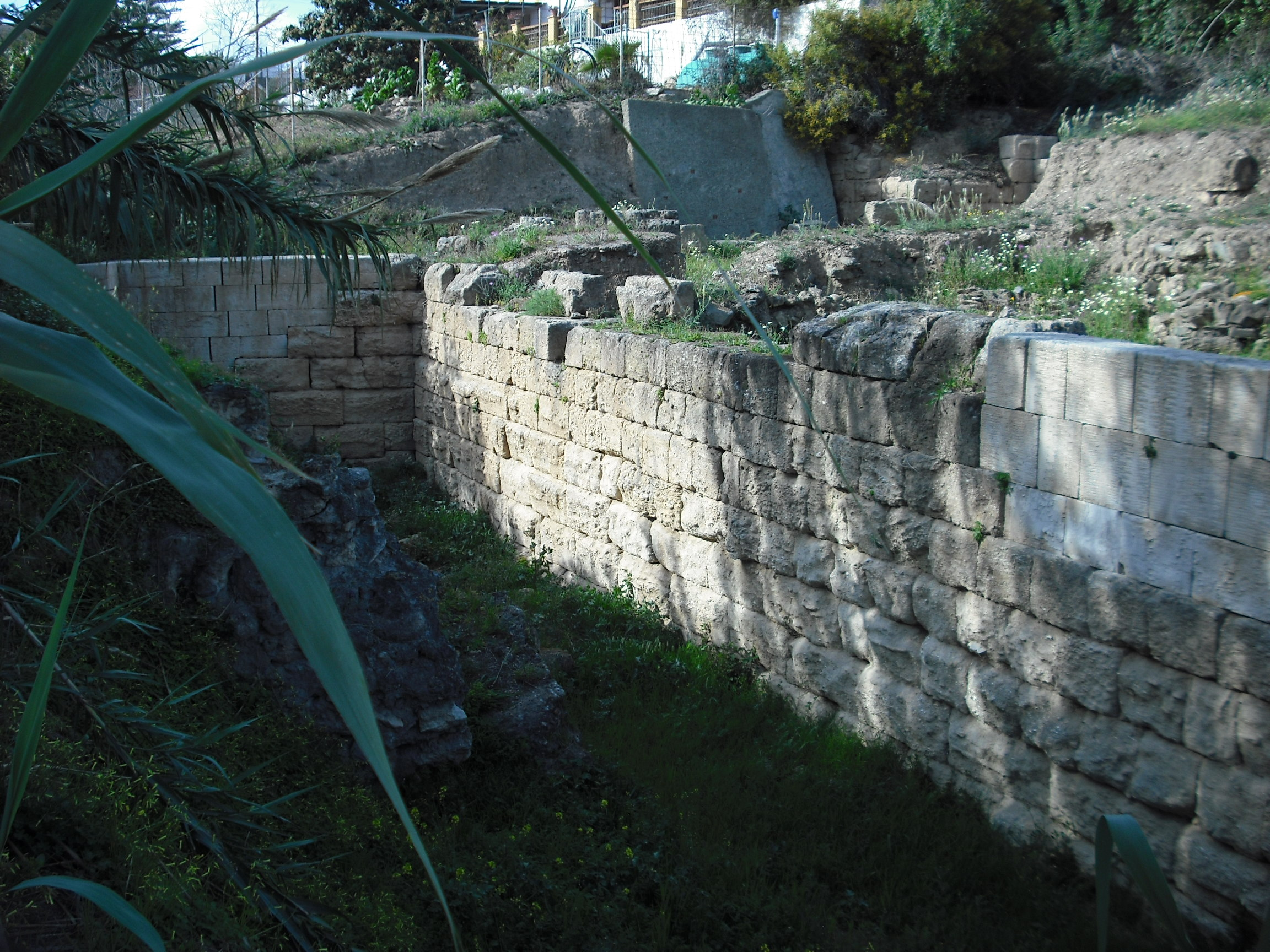
Depositi di Toscanos

- Ex (Almuñécar) venne fondata dai Fenici alla fine del IX secolo a.C.. Essa divenne sotto l'Impero impero romano nel III secolo d.C. il municipio romano di Sexi Firmun Iuli.

### Risorse economiche
Anticamente l'economia della penisola iberica era di tipo rurale di sussistenza, con un limitato traffico commerciale, tranne nei principali centri urbani lungo la costa mediterranea come Tarraco, che scambiava merci con i Greci e i Fenici.
Circolavano in questo periodo (almeno dall'VIII secolo a.C.) leggende fenicie sulle immense ricchezze della zona della Tarsis, alimentando così spedizioni commerciali verso la costa spagnola, che qui caricavano grandi quantità di argento. Senza dubbio, queste storie contribuirono ad accrescere l'interesse delle maggiori potenze del Mediterraneo nei confronti della penisola iberica.
Dopo la sconfitta subita da Cartagine contro Roma nella prima guerra punica, una volta risolto in qualche modo il problema generato dai mercenari, Cartagine cercò una via per riprendere il suo cammino storico. Il governo della città era diviso principalmente fra il partito dell'aristocrazia terriera, capeggiato dalla famiglia degli Annone da una parte, e il ceto imprenditoriale e commerciale che faceva riferimento ad Amilcare Barca e in genere ai Barcidi. Annone propugnava l'accordo con Roma e l'allargamento del potere cartaginese verso l'interno dell'Africa, in direzione opposta alla città rivale. Amilcare vedeva nella Spagna, dove Cartagine già da secoli manteneva larghi interessi commerciali, il fulcro economico per la ripresa delle finanze puniche.
Da tale confronto politico uscì vinto Amilcare, che aveva avuto un ruolo di primo piano nella repressione della rivolta dei mercenari. Non avendo ottenuto dal senato cartaginese le navi per passare in Spagna, prese il comando dei reparti mercenari rimasti e con una marcia incredibile attraversò il Nordafrica, percorrendo la costa fino allo stretto di Gibilterra. Amilcare, che era accompagnato dal figlio Annibale e dal genero Asdrubale, attraversò lo stretto e, seguendo la costa spagnola, si diresse verso oriente alla ricerca di nuove ricchezze per la sua città.
La spedizione cartaginese assunse l'aspetto di una conquista, a partire dalla città di Gades (oggi Cadice), sebbene fosse stata inizialmente condotta senza l'autorità del senato cartaginese. Dal 237 a.C., anno della partenza dall'Africa al 229 a.C., anno della sua morte in combattimento, Amilcare riuscì a rendere la spedizione autosufficiente dal punto di vista economico e militare e perfino a inviare a Cartagine grandi quantità di merci e metalli requisiti alle tribù ispaniche come tributo.
Le principali risorse del territorio erano costituite dall'agricoltura e dalle miniere.  I maggiori poli minerari erano rappresentati dalle alture della Sierra Morena e della Sierra Minera (regione montuosa presso Cartagena). Uno dei fattori che spinsero i Punici ad espandersi verso la Murcia e l'Andalusia fu proprio la grande ricchezza di metalli.
In seguito alla conquista cartaginese, in Iberia iniziò a circolare il siclo punico, che spesso portava impressa la testa del condottiero punico in carica nel momento in cui la moneta veniva coniata. I Barcidi introdussero sicli d'oro e sicli d'argento. Era effigiato sovente, sul diritto, Melqart, sul verso un cavallo e una palma. Le monete d'oro avevano un peso di 7,5 grammi.

### Difesa e organizzazione militare
I reclutatori punici, partendo dalla capitale, percorrevano il paese, attraversando oppidi e villaggi allo scopo di fornire all'esercito cartaginese soldati prezzolati, specialmente celtiberi, i migliori combattenti individuali del mondo antico. Le forze di terra presenti in terra iberica, secondo le fonti, ammontavano a 50.000 uomini, 6.000 cavalieri e 200 elefanti da guerra. Sappiamo che durante l'assedio di Sagunto, il contingente cartaginese era forte di 150.000 unità. Nel 218 a.C., Annibale poteva contare su 90.000 fanti, 12.000 cavalieri e 37 elefanti. Quando egli lasciò il governo dell'Iberia al fratello Asdrubale, gli affidò una forza mercenaria di 11.850 uomini (di essi, 500 frombolieri delle Baleari, 300 cavalieri celtiberi e un piccolo numero di Ilergeti: il resto era costituito da truppe liguri e africane). Le conquiste consentirono ai Cartaginesi di ingrossare le file del loro esercito: esso era infatti di natura mercenaria, sicché l'afflusso di iberici dalla pesante armatura nativi degli altopiani centrali (specialmente i Celtiberi), dei rinomati frombolieri delle Baleari, oltre che dei fanti armati alla leggera delle regioni meridionali, rese assai più variegato di prima un esercito multinazionale come quello punico. Nell'armata fenicia soltanto gli ufficiali di alto rango erano cartaginesi. La truppa era un coacervo di numerose etnie mediterranee (Greci, Liguri, Numidi, Celti, Libi, Iberi, Italici magnogreci, Sardi). I mercenari iberici presero parte alla Seconda guerra punica, partecipando alle maggiori battaglie sul suolo italico e alla serie di scontri combattuti in terra iberica. Il loro intervento nella battaglia di Canne fu determinante nel decidere le sorti dello scontro in favore di Cartagine. In terra iberica, tra i capi maggiormente legati ai Punici si ricordano Indibile e Mandonio.

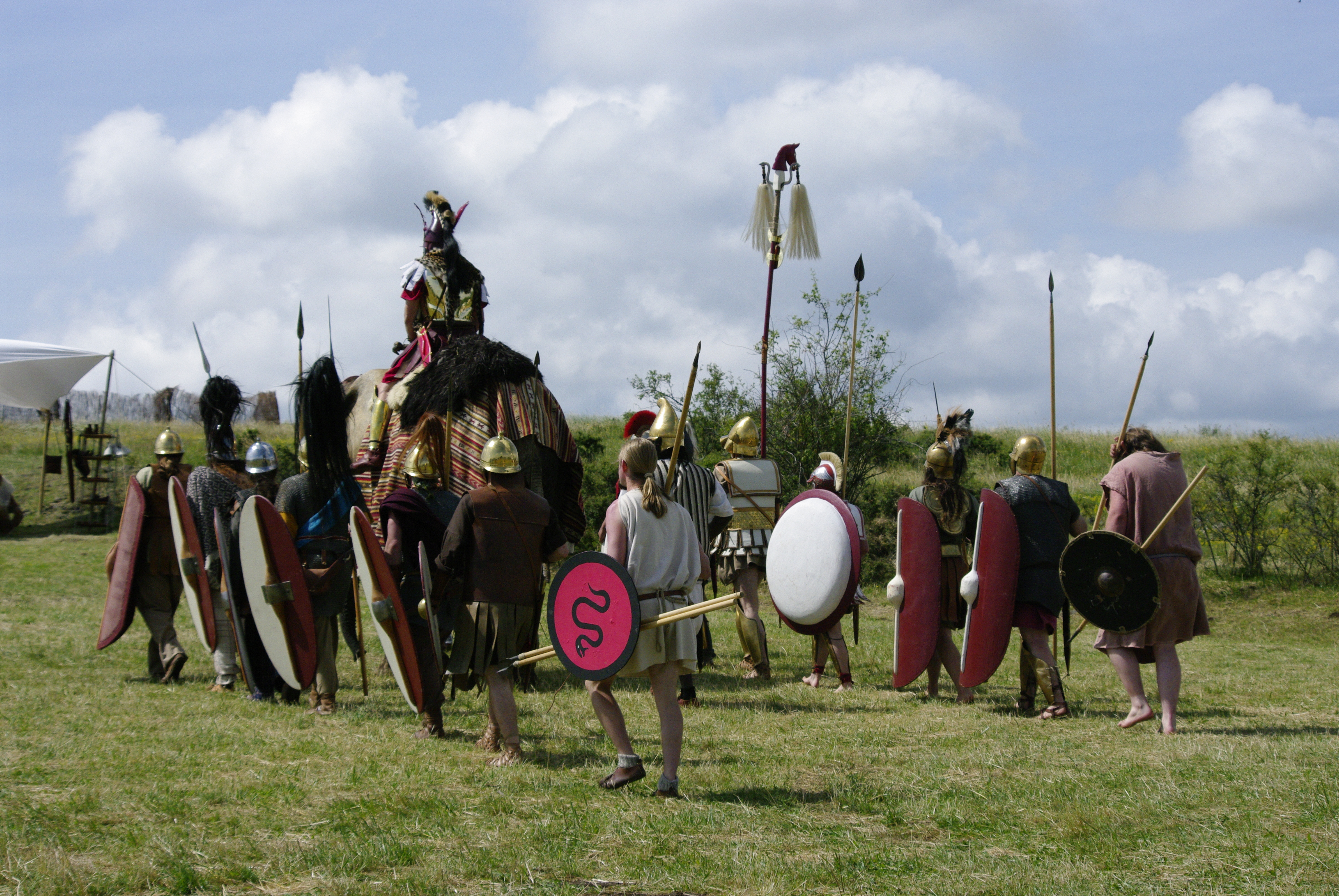
Tipica truppa mercenaria al servizio di Cartagine
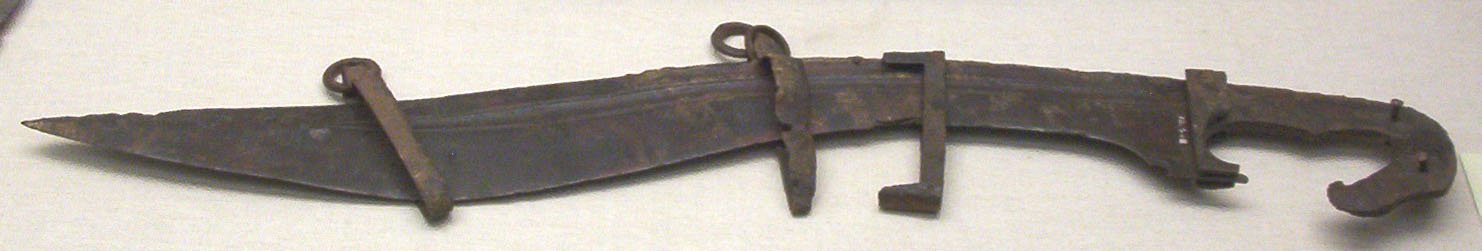
Falcata iberica

## Arte e architetture del periodo

### Scultura
Esistono diversi esempi di sculture di questo periodo: un noto esempio è la Dama di Elche.
Altro notevole esempio è la cosiddetta "Dama in atto di offerta del Cerro de los Santos".

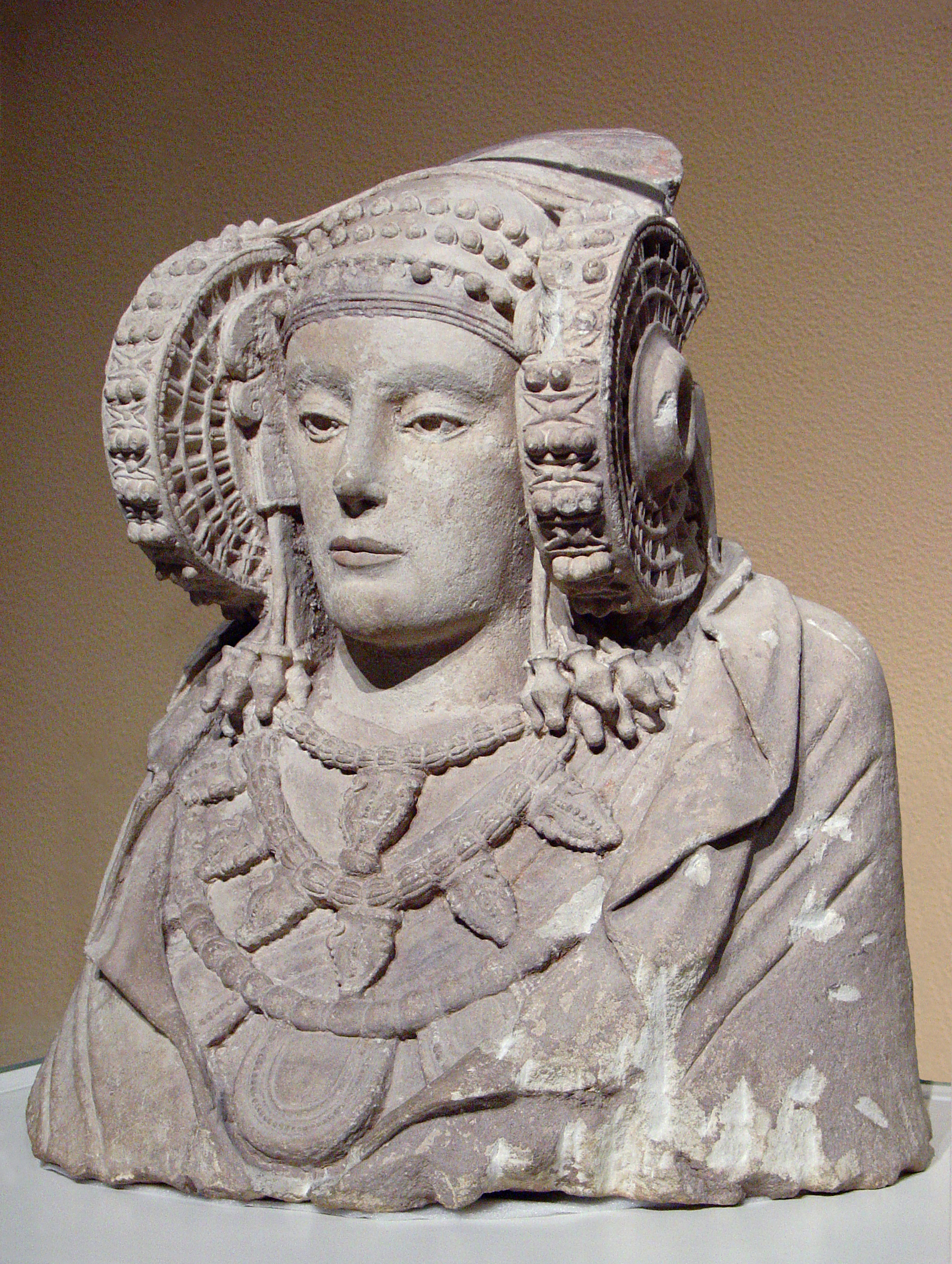
La Dama di Elche
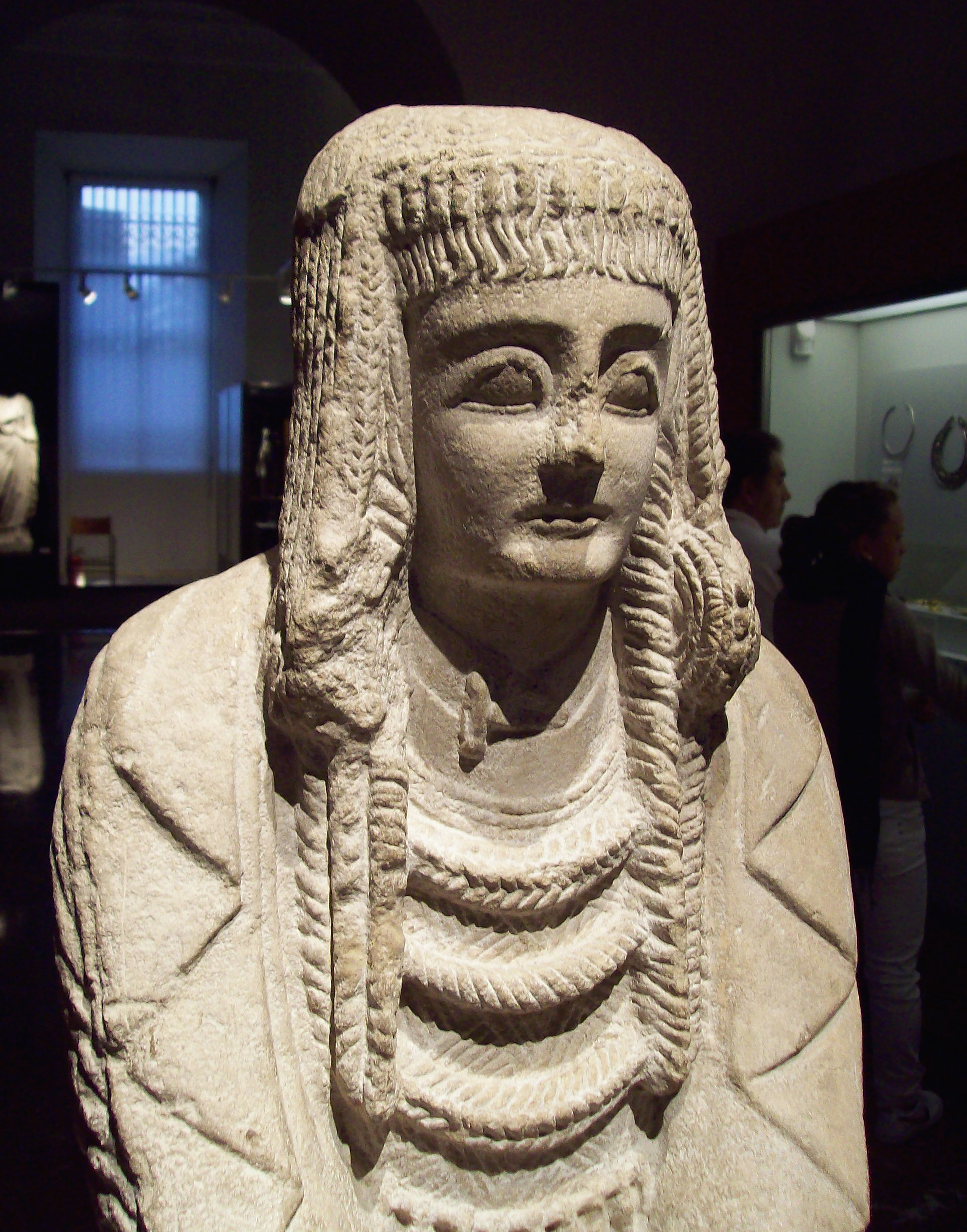
Dama offerente

### Architetture

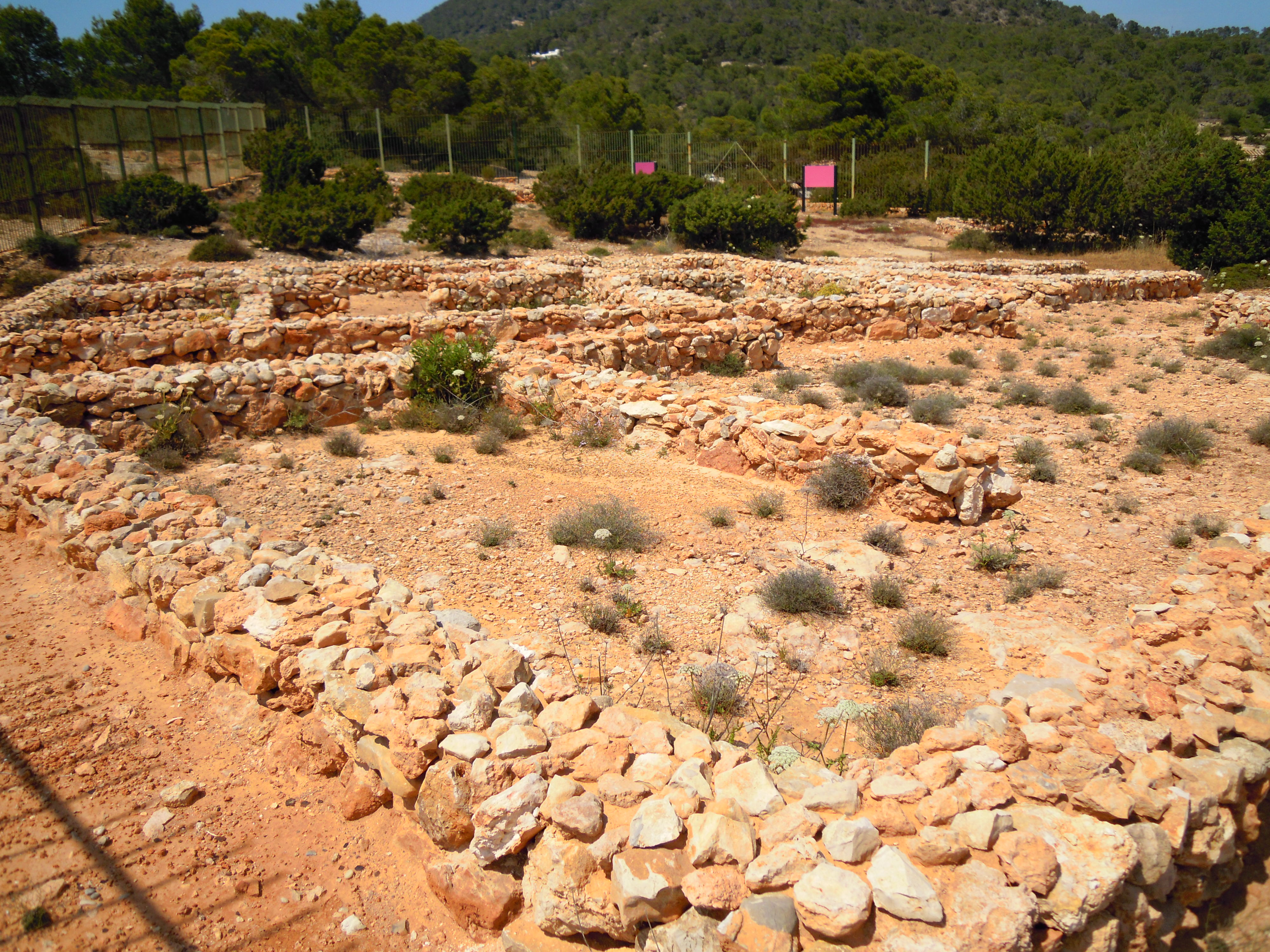
Insediamento fenicio di Sa Caleta

Notevoli esempi di architettura militare sono le mura puniche di Cartagena, tra le poche vestigia cartaginesi presenti in città.
A Ibiza (antica Ebusos) si possono ammirare numerosi resti di epoca fenicia e punica: le rovine di Sa Caleta rappresentano un importante esempio di insediamento fenicio. Esso è caratterizzato dal tipico impianto della città fenicia, con strade strette e vicine. Nella città è conservato un ritrovamento unico: la piattaforma di un forno comune per il pane. V'è poi la necropoli fenicio-punica di Puig des Molins, con numerose tombe, molte delle quali ipogee; tuttavia, solamente 340 di esse sono visibili.